# گلک چه مهربان است
گلک چه مهربان است کتابی از شکوه قاسم‌نیا است که در سال ۱۳۶۸ منتشر و در مراسم کتاب سال جمهوری اسلامی ایران به‌عنوان کتاب برگزیده معرفی شد.